# Bunashimeji
El bunashimeji, també anomenat carner de faig japonès o gírgola de faig japonès (Hypsizygus marmoreus) és una flota carnera originària de l' Àsia oriental, que es cultiva pel seu consum.

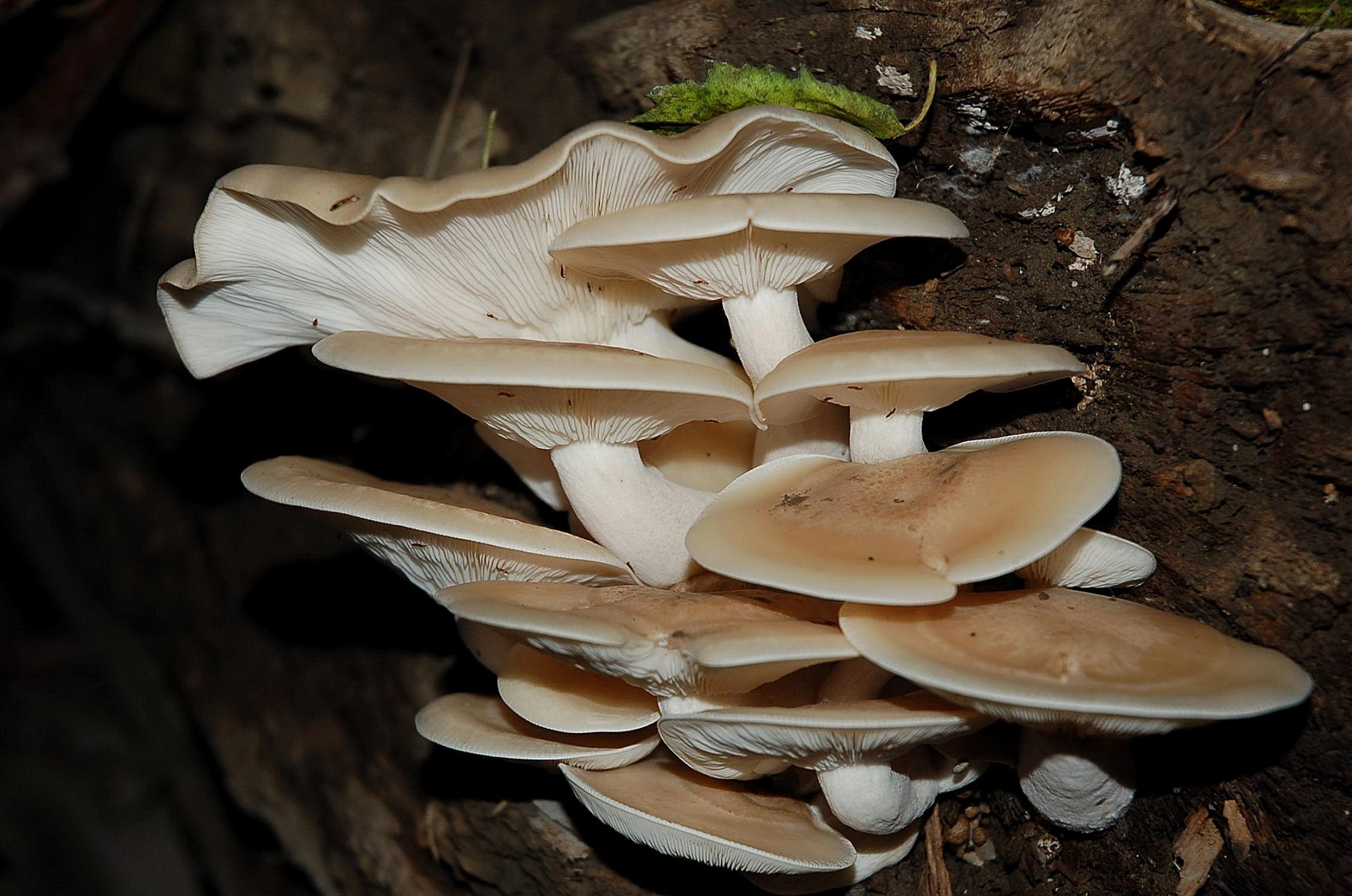
Bunashimeji (Hypsizygus marmoreus)

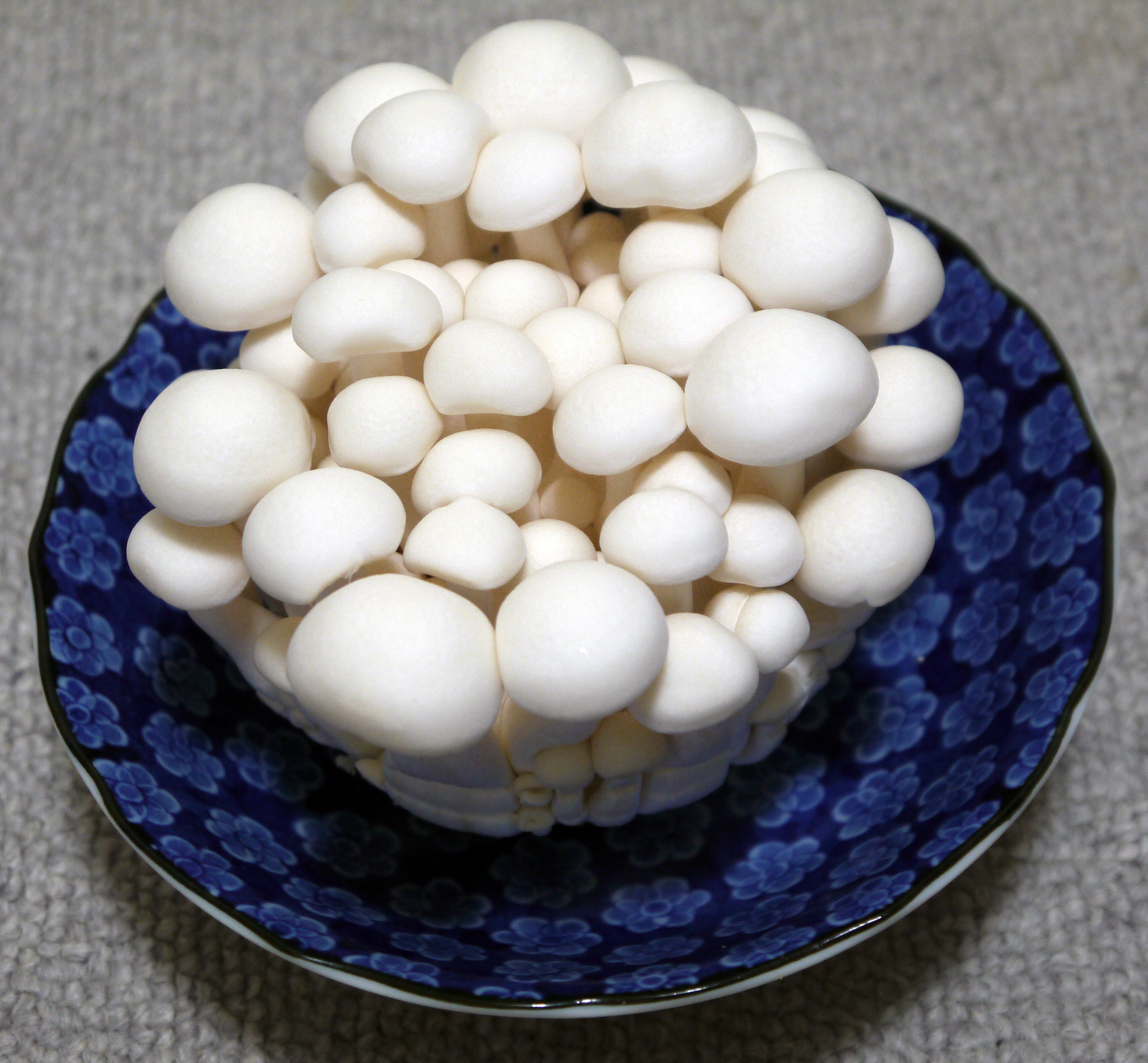
Bunapishimeji, forma blanca (Hypsizygus marmoreus)

## Bolets semblants
Aquest fong es pot confondre amb la flota d'om (Hypsizygus ulmarius), que creix sobre om.
Per irradiació amb UV l'empresa Hokuto Corporation va crear una forma blanca anomenada bunapishimeji o carner blanc de faig japonès o gírgola blanca de faig japonès

## Comestibilitat
Comestible molt apreciat, amb gust de nou i textura lleument cruixent. Els bolets conreats artificialment es distribueixen arreu del món com a bolets comestibles.

## Cultiu
A diferència del honshimeji (Lyophyllum shimeji) o carner de pi japonès, que és un fong micorrízic, bunashimeji és un fong descomponedor de fusta, de manera que és fàcil de conrear artificialment.
Es pot dividir en cultivar sobre troncs i sobre serradures esmenades i esterilitzades. La fusta més indicada és la de planifolis, preferentment la de faig i bedoll. Entre les esmenes més utilitzades el segó d'arròs, clofolla de soja i okra seca. La concentració de diòxid de carboni i la formulació del substrat tenen un impacte significatiu en el rendiment i la qualitat dels cossos fructífers.